# 紅褐麴黴
紅褐麴黴（学名：Aspergillus rubrobrunneus）为髮菌科麴菌屬下的一个种。

## 扩展阅读
- 維基物種上的相關：紅褐麴黴